# Peugeot e-Legend
L'e-Legend est un concept-car de coupé électrique du constructeur automobile français Peugeot, présenté au Mondial de l'Automobile 2018,. Elle est élue « Plus beau concept-car de l'année 2018 ».

## Présentation

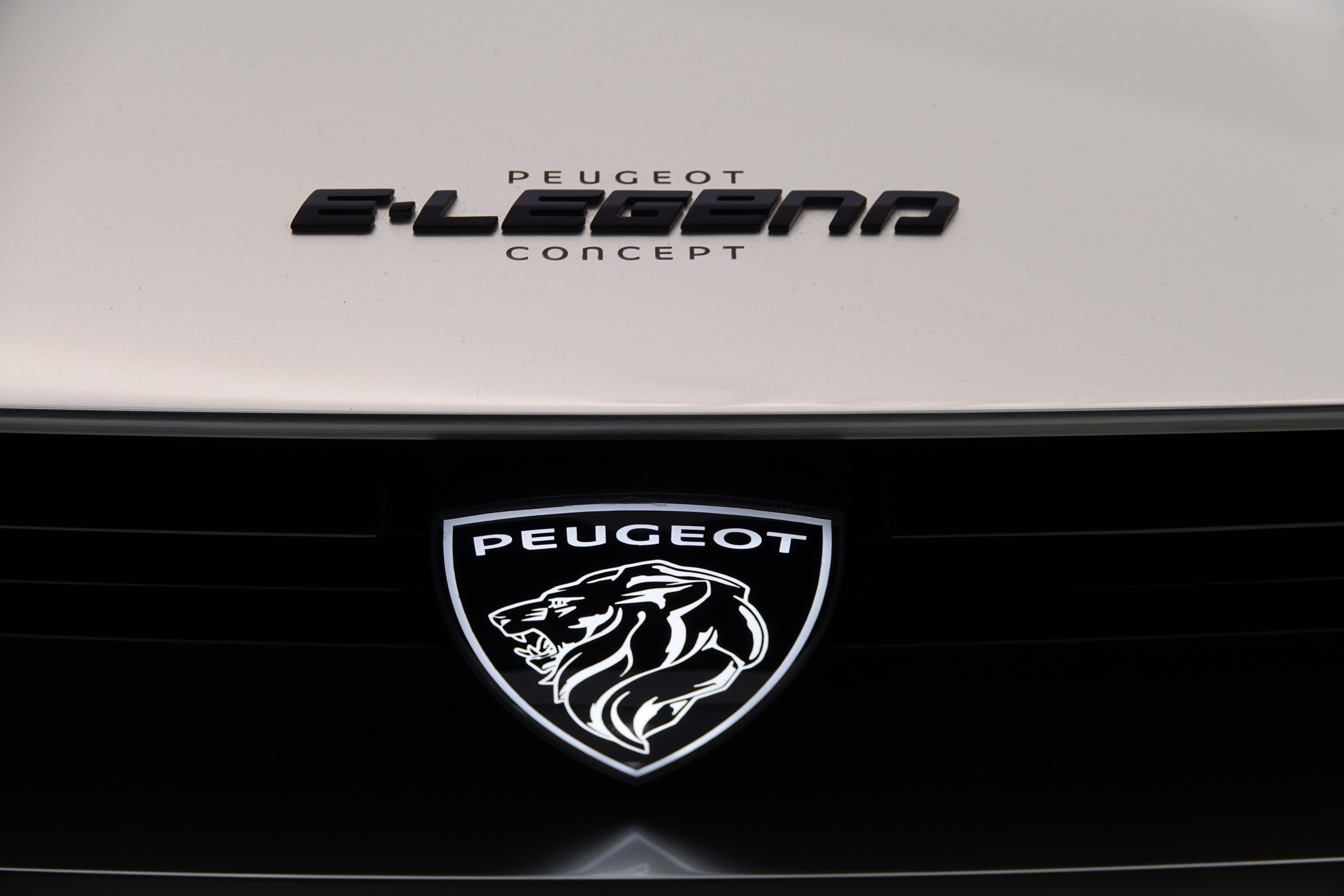
Logo Peugeot de 1960.

Le Peugeot e-Legend concept (nom de code P18) est un coupé néo-rétro rendant hommage à la Peugeot 504 Coupé qui fête ses 50 ans en 2018. Il est dévoilé le 20 septembre 2018, avant son exposition publique au Mondial Paris Motor Show 2018, dans une couleur grise teintée de champagne. Il reçoit sur sa calandre (et son volant) un logo éclairé rappelant le logo des Peugeot des années 1960, surmonté du nom « PEUGEOT », à la manière de son aînée 504 et repris par la 508. Les références à la 504 sont nombreuses, comme les pare-chocs flottants composés d’une lame métallique, les doubles optiques carrées, ou encore les sièges en velours, comme à l’époque du modèle original. Un clin d'œil est fait à un autre modèle de la marque : Le design de la face avant n'est pas sans rappeler celui de la Peugeot 505.
À l'occasion du Mondial de l'automobile de Paris, une pétition a été lancée en ligne pour demander au constructeur la commercialisation en série de la Peugeot e-Legend. Puis en mars 2019, le constructeur a déposé le nom « 504 Legend ». Mais le 25 avril 2019, Carlos Tavares, PDG de Peugeot, annonce lors de l'assemblée générale du constructeur que la e-Legend ne passera pas par le stade de la série. Sa mise en production coûterait 250 millions d’euros et, pour que le projet soit viable financièrement, il faudrait réaliser 20 000 ventes au tarif de 80 000 euros l'unité, pour être rentable.
Le concept-car est exposé du 24 au 26 mai 2019 au Concours d'élégance Villa d'Este en Italie, présenté par le directeur du style Peugeot Gilles Vidal.

## Caractéristiques électriques

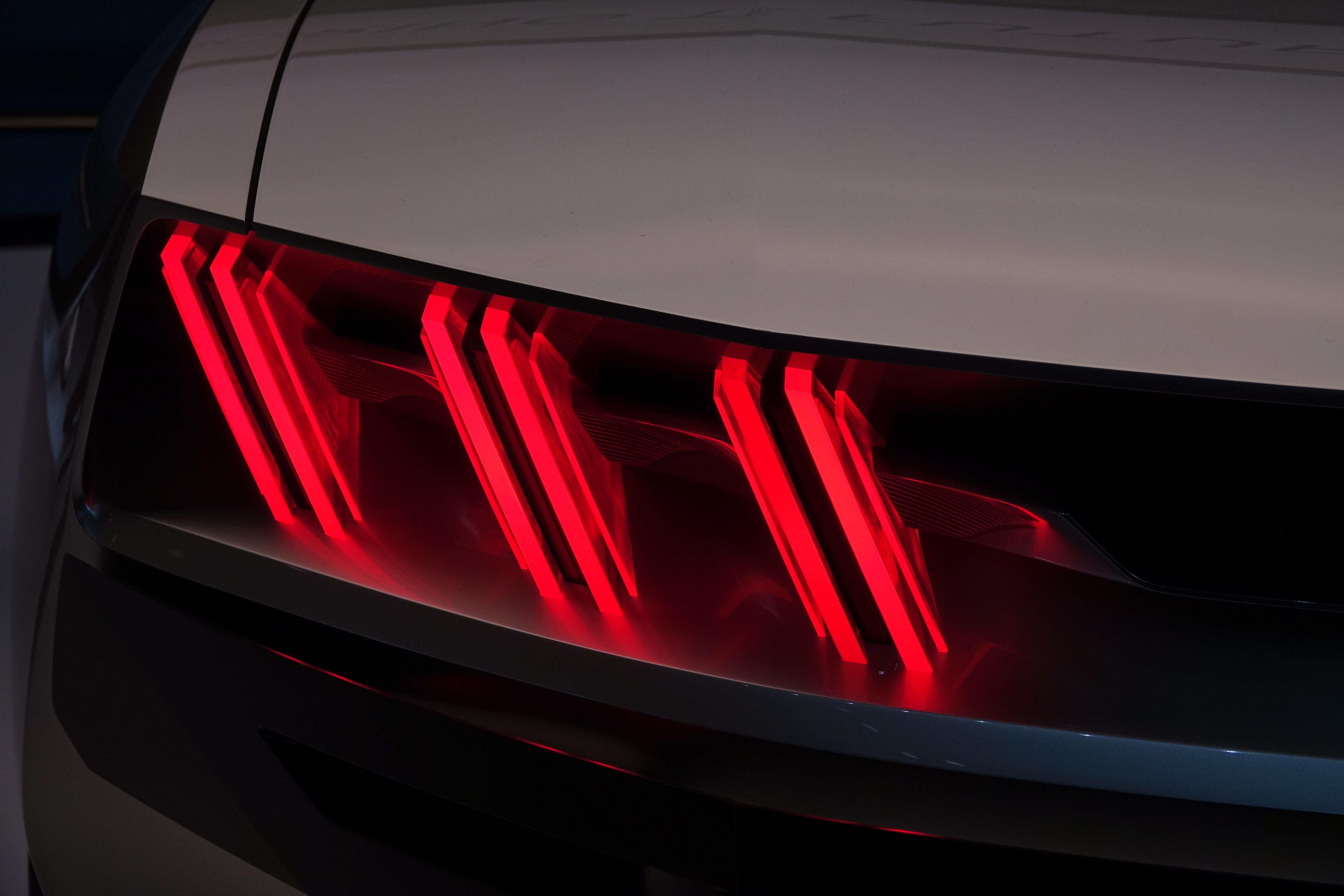
Les griffes du lion Peugeot.

L'e-Legend est conçue sur une plateforme spécifique du Groupe PSA. C'est une voiture autonome de niveau 4, elle est équipée d'un volant rétractable qui s'escamote de la planche de bord après que la partie supérieure de celle-ci, intégrant une barre de son Focal, s'est entrouverte. Le tableau de bord est constitué d'un écran digital de 49 pouces de diagonale, permettant d'accéder aux réglages du véhicule, à l'info-divertissement ou à la navigation, et se complète dans les portes avec des écrans de 29 pouces, tandis que les pare-soleils sont équipés chacun d'un écran de 12 pouces. Le concept-car reçoit au total 16 écrans dans son habitacle.
À l'arrière, les feux sont réalisés en trois parties singeant les griffes du lion Peugeot. Le concept est muni de jantes de 19 pouces quasi pleines chaussées de pneus Michelin.

### Motorisation
Le Peugeot e-Legend concept est 100 % électrique, il embarque ainsi un électromoteur de 340 kW (462 ch) et 800 N m de couple, associé à une transmission intégrale, lui permettant d'atteindre une vitesse maximale de 220 km/h, et d'abattre le 0 à 100 km/h en à peine 4 secondes.

### Batterie
Associée au moteur électrique, la batterie de 100 kWh lui permet une autonomie de 600 km. La recharge se fait en 25 minutes sur une borne de recharge rapide (jusqu'à 200 kW), ou par induction.

## Récompense
En janvier 2019, la Peugeot e-Legend est élue « Plus beau concept-car de l'année 2018 » lors de la 34e édition du Festival automobile international.

## Galerie

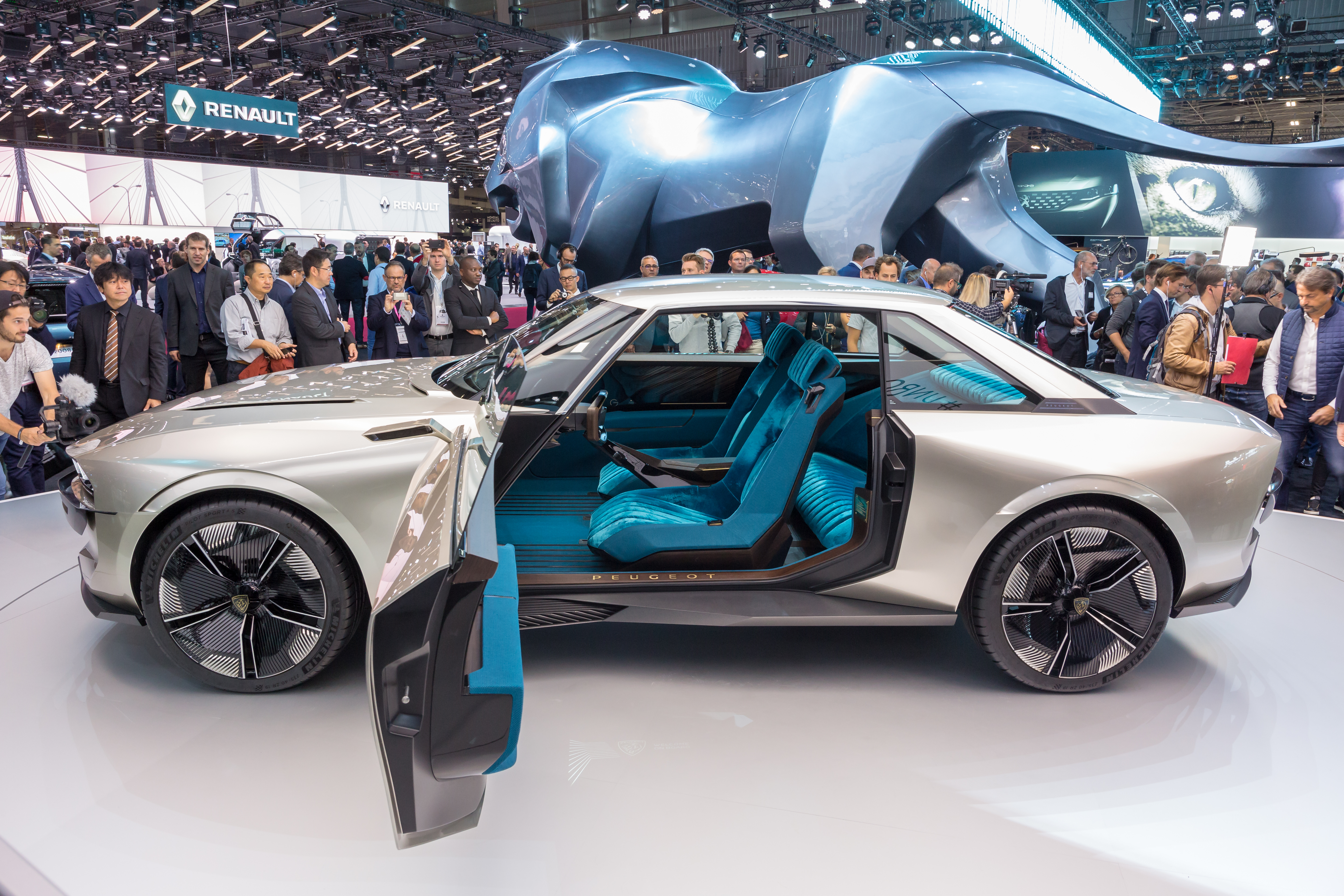
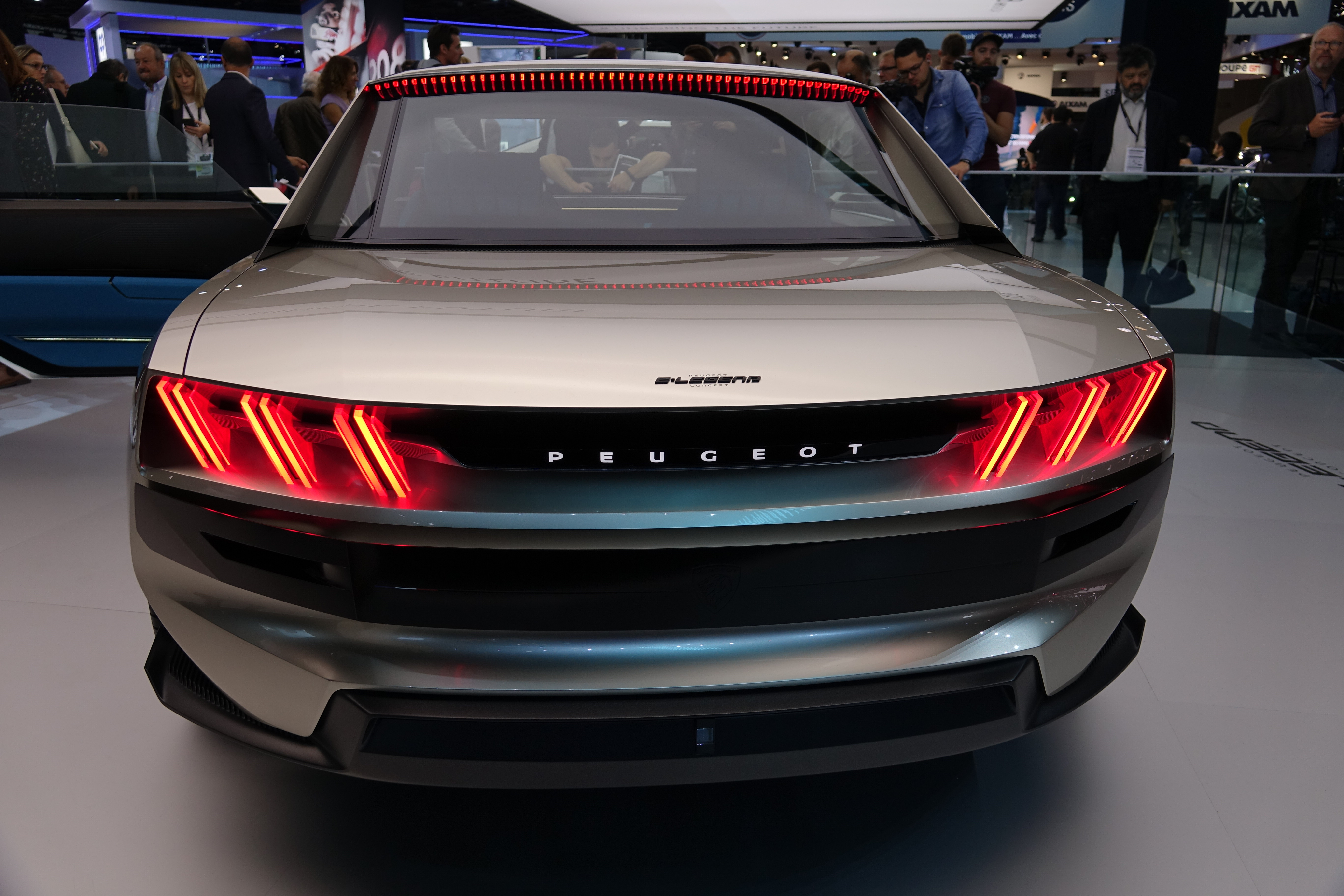
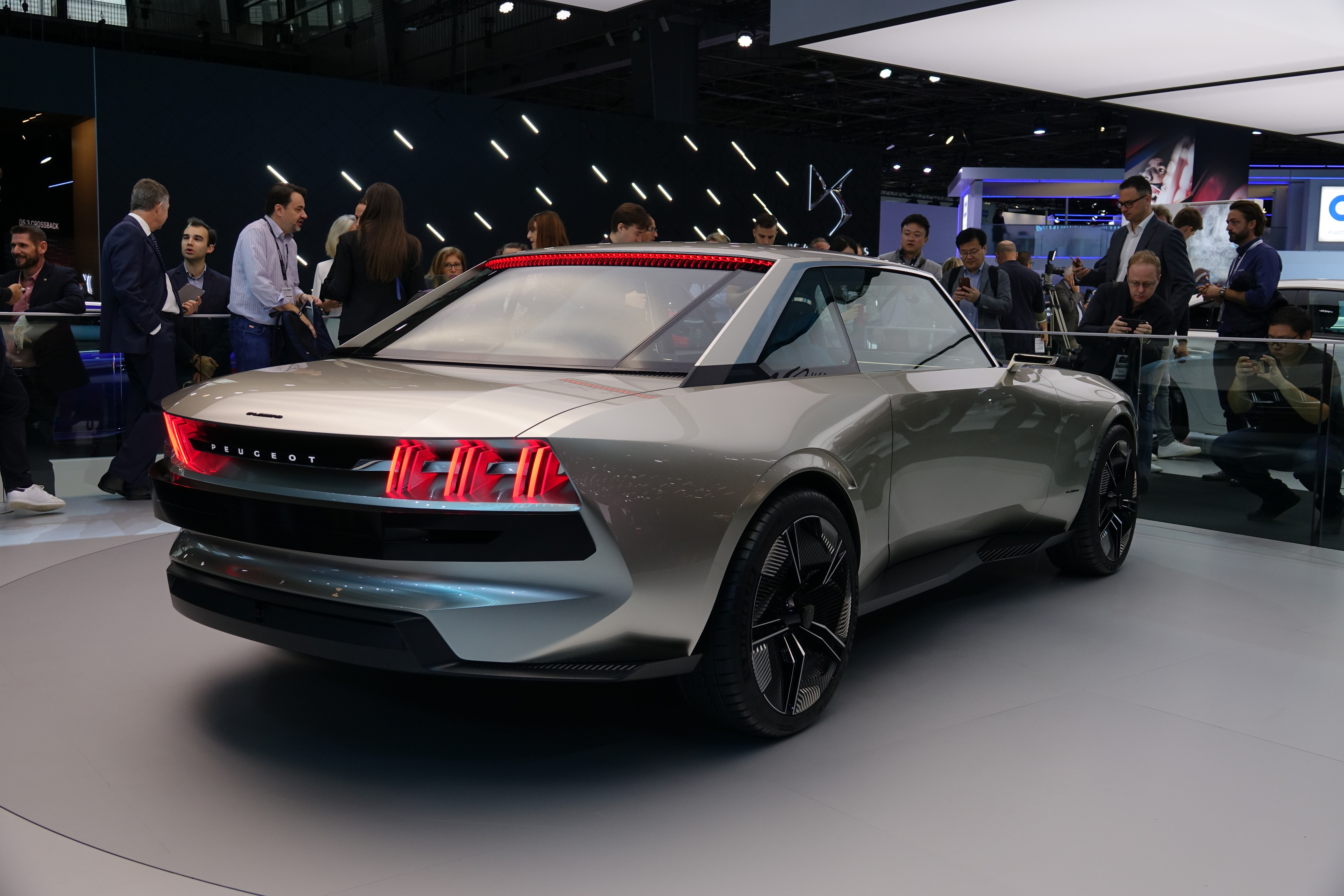

La Peugeot E-Legend au Mondial Paris Motor Show 2018
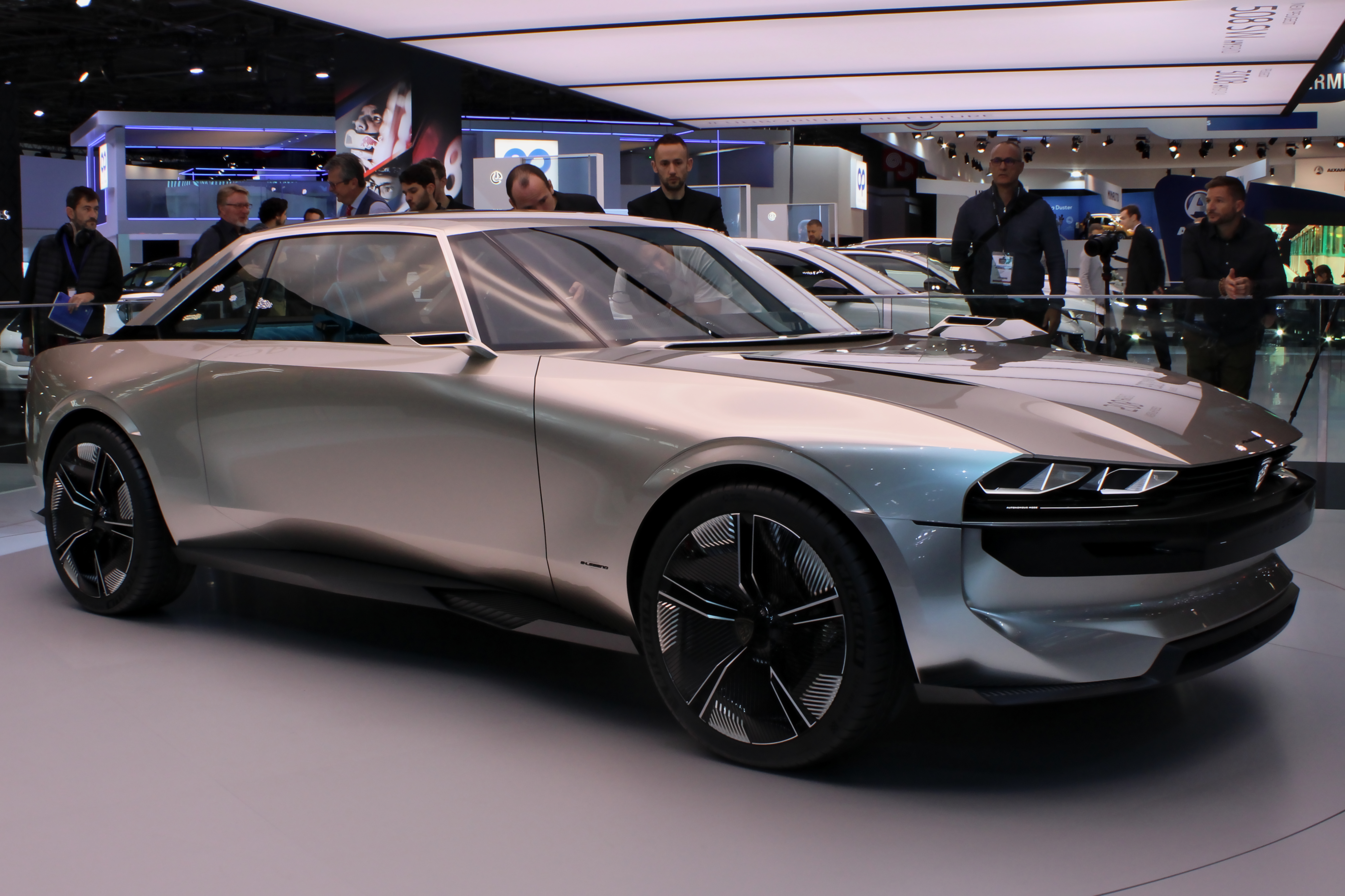
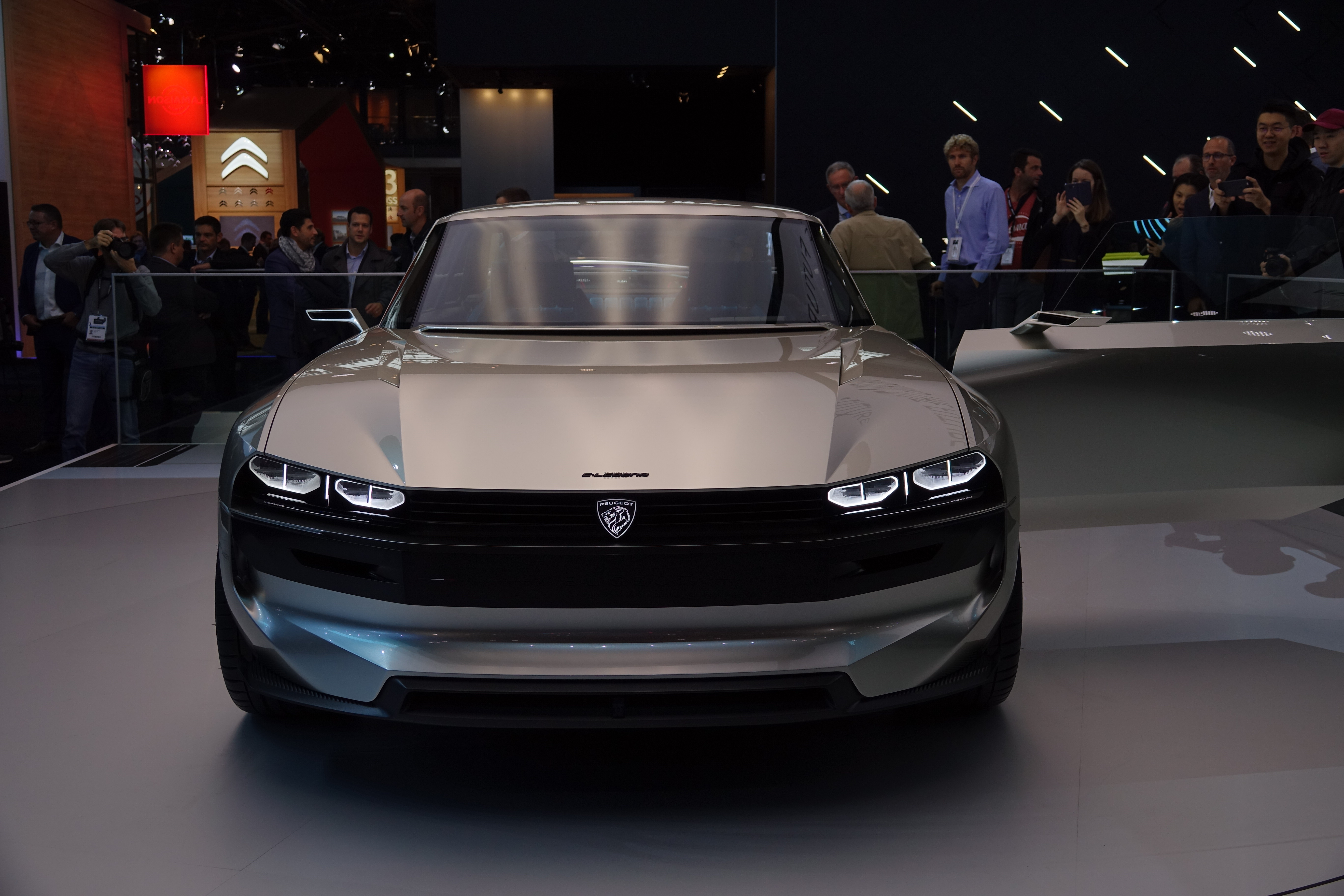
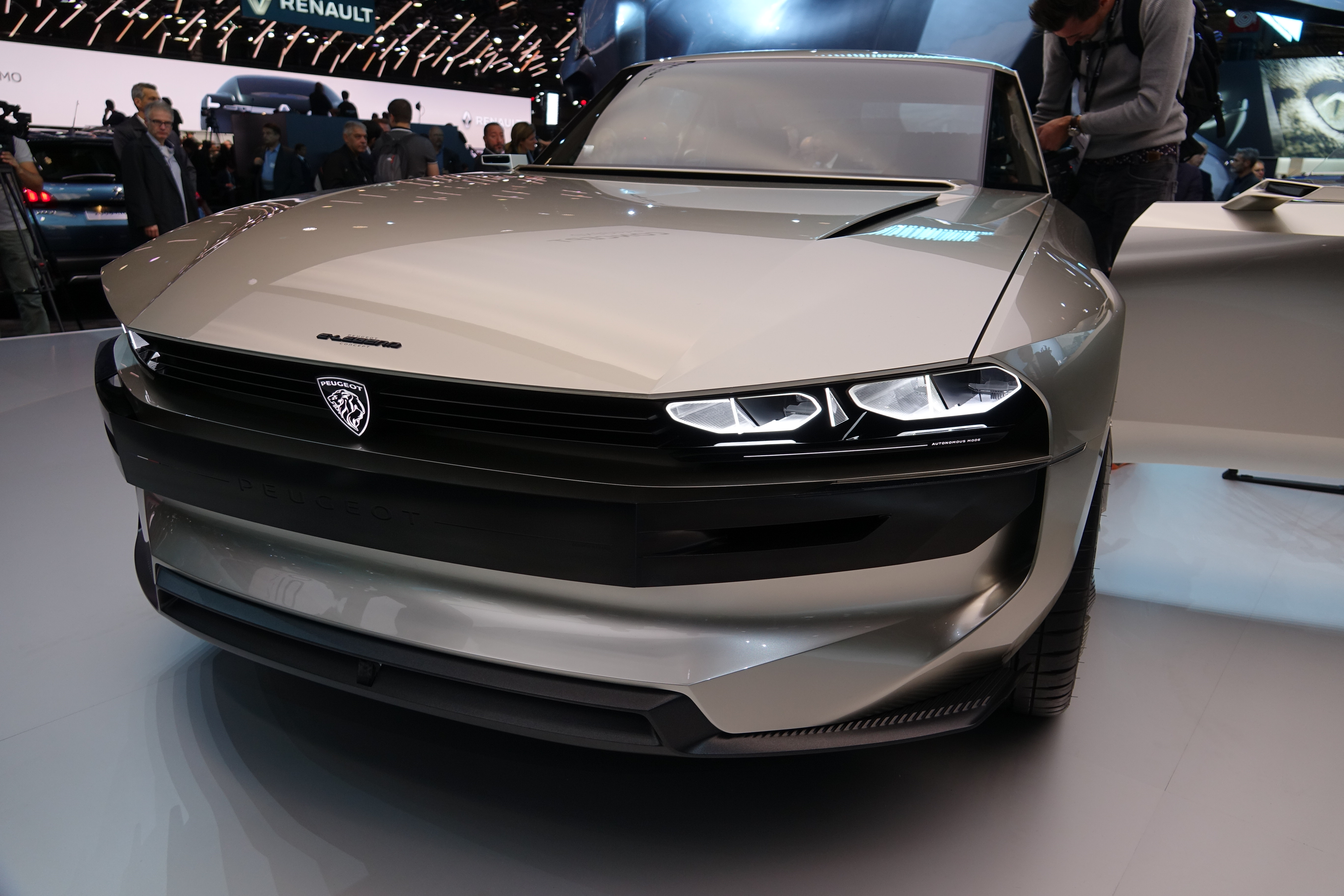